# 質問 (香取慎吾の曲)
「質問」（しつもん）は、香取慎吾の楽曲。2024年2月16日にワーナーミュージック・ジャパンから配信開始された。

## 概要
1970年、吉川ひろみの歌唱でリリースし、寺山修司が作詞した「質問」を香取が現代風にカバーした楽曲である。なお、この楽曲は香取主演舞台である寺山修司を主人公とした「テラヤマキャバレー」の中で歌われた楽曲。
編曲は2023年開催の第65回グラミー賞にて「最優秀グローバルミュージックアルバム賞」を日本人で初めて受賞した宅見将典が手がけた。
かつて、「SMAP×SMAP」のテレビプロデューサーを務めていた黒木彰一が3年ほど前に香取の所属事務所へ「質問」という楽曲を提案。その後時を経て「質問」の作詞家である寺山修司を舞台で演じることになったため歌唱することになった。

## 収録曲
1. 質問 [3:18]
  - 作詞:寺山修司 作曲・編曲:田中未知、宅見将典